# Богдан (област Добрич)
 За другото българско село вижте Богдан (Област Пловдив).  
Богдан е село в Североизточна България. То се намира в община Добричка, област Добрич.

## География
Има останки от римска крепост.

## История
Създадено от овчаря Богдан.

## Население
Преброяване на населението през 2011 г.
Численост и дял на етническите групи според преброяването на населението през 2011 г.:
|                     | Численост | Дял (в %) |
| Общо                | 158       | 100,00    |
| Българи             | 115       | 72,78     |
| Турци               | 34        | 21,51     |
| Цигани              | 6         | 3,79      |
| Други               | 0         | 0,00      |
| Не се самоопределят | 0         | 0,00      |
| Неотговорили        | 0         | 0,00      |

## Редовни събития
Сбор – 1 май.